# Eleutherodactylus poolei
Eleutherodactylus poolei là một loài ếch trong họ Leptodactylidae. Chúng là loài đặc hữu của Haiti.
Môi trường sống tự nhiên của nó là các khu rừng đất thấp ẩm nhiệt đới và cận nhiệt đới. Loài này đang bị đe dọa do mất môi trường sống.